# آتش‌ماهی باشکوه

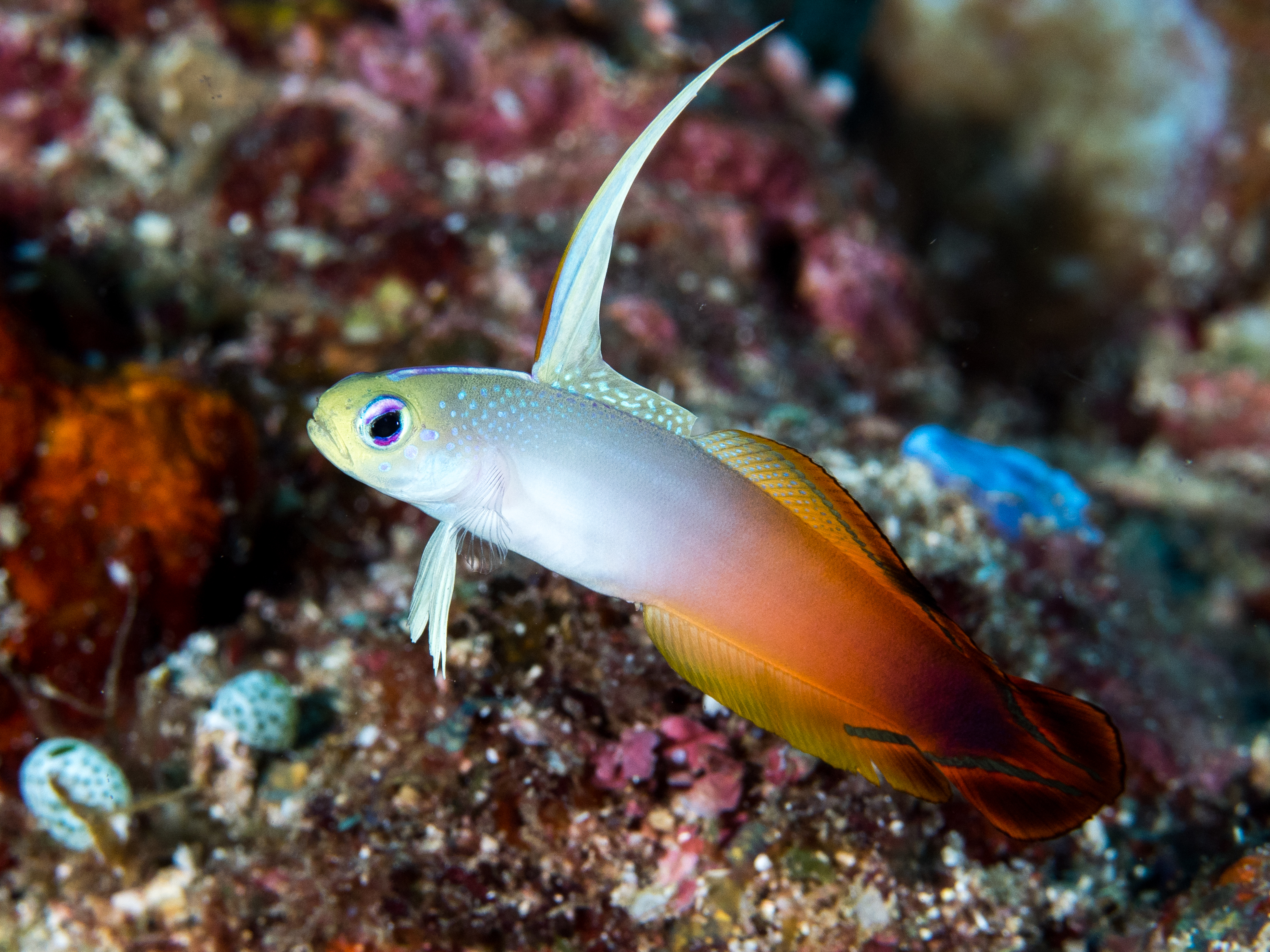
آتش‌ماهی باشکوه

آتش‌ماهی باشکوه یا ماهی آتشی باشکوه (نام علمی: Nemateleotris magnifica) که با نام‌های رایج مختلفی از جمله گوبی آتشی، تیرماهی آتشی یا گوبی آتشی سرخ نیز شناخته می‌شود، گونه‌ای از تیرماهی‌های بومی صخره‌های مرجانی اقیانوس‌های هند و اقیانوس آرام است.

## پراکندگی
آتش‌ماهی باشکوه در بخش‌هایی از اقیانوس هند و اقیانوس آرام زندگی می‌کند. به‌طور خاص، در غرب تا سواحل شرق آفریقا، در اقیانوس هند، تا شرق جزایر هاوایی اقیانوس آرام یافت می‌شود. در اقیانوس آرام تا جنوب جزایر استرالیا، پلی‌نزی فرانسه، تا شمال جزایر ریوکیو، ژاپن قرار دارد.